# Hayley Raso
Hayley Emma Raso (født 5. september 1994) er en kvindelig australsk fodboldspiller, der spiller angreb for engelske Manchester City i FA Women's Super League og Australiens kvindefodboldlandshold, siden hendes debut i 2012.
Hun begyndte sin seniorkarriere i Canberra United i 2011. Hun har tidligere spillet for amerikanske Washington Spirit og Portland Thorns FC og de andre australske klubber i W-League Melbourne Victory FC og Brisbane Roar FC. Inden skiftet til Manchester City, i august 2021, spillede hun for den anden engelske topklub Everton.